# Liste der Kulturdenkmäler in Morbach
In der Liste der Kulturdenkmäler in Morbach sind alle Kulturdenkmäler der rheinland-pfälzischen Gemeinde Morbach einschließlich der Ortsteile Bischofsdhron, Gonzerath, Gutenthal, Haag, Heinzerath, Hinzerath, Hoxel, Hundheim, Hunolstein, Merscheid, Morscheid-Riedenburg, Odert, Rapperath, Wederath, Weiperath, Wenigerath und Wolzburg aufgeführt. Im Ortsteil Elzerath sind keine Kulturdenkmäler ausgewiesen. Grundlage ist die Denkmalliste des Landes Rheinland-Pfalz (Stand: 10. August 2023).

## Denkmalzonen
| Bezeichnung               | Lage                                              | Baujahr                | Beschreibung | Bild                           |
| ------------------------- | ------------------------------------------------- | ---------------------- | --- | ------------------------------ |
| Denkmalzone Bahnhofstraße | Morbach, Bahnhofstraße 110, 112, 114 und 116 Lage | frühes 20. Jahrhundert | Gruppe aus drei ähnlich gestalteten Mehrfamilienhäusern unweit des Bahnhofs (Nr. 116), wohl Wohnungen für Bahnbedienstete, Putzbauten auf Bruchsteinerdgeschoss mit Krüppelwalmdach, frühes 20. Jahrhundert | weitere Bilder Fotos hochladen |

## Einzeldenkmäler
| Bezeichnung                                           | Lage                                                                | Baujahr                             | Beschreibung | Bild                           |
| ----------------------------------------------------- | ------------------------------------------------------------------- | ----------------------------------- | --- | ------------------------------ |
| Wohnhaus                                              | Morbach, Bahnhofstraße 104 Lage                                     | 1914                                | freistehender Mansardwalmdachbau, Bruchstein, bezeichnet 1914 | Fotos hochladen                |
| Bahnhof Morbach                                       | Morbach, Bahnhofstraße 116 Lage                                     | Anfang des 20. Jahrhunderts         | Typenbau, Krüppelwalmdach, Fachwerk-Güterschuppen, Anfang des 20. Jahrhunderts | weitere Bilder Fotos hochladen |
| Katholische Pfarrkirche St. Anna                      | Morbach, Birkenfelder Straße 1 Lage                                 | 1830–34                             | klassizistischer Saalbau, 1830–34, 1935 mit Querhaus und Chor erweitert, neuromanischer Bruchsteinturm, 1869 | weitere Bilder Fotos hochladen |
| Kriegerdenkmal                                        | Morbach, Birkenfelder Straße, bei Nr. 1 Lage                        | 1920er oder 1930er Jahre            | Kriegerdenkmal 1914/18, nach 1945 erweitert | weitere Bilder Fotos hochladen |
| Forstamt                                              | Morbach, Hochwaldstraße 5 Lage                                      | spätes 19. Jahrhundert              | repräsentativer villenartiger Putzbau, spätes 19. Jahrhundert | Fotos hochladen                |
| Bildstock                                             | Morbach, Reitergasse, bei Nr. 15 Lage                               |                                     | barockes Pietàrelief, Rotsandstein | Fotos hochladen                |
| Schmausemühle                                         | Morbach, Schmausemühle 2 Lage                                       | 18. oder 19. Jahrhundert            | ehemalige Ölmühle; kleiner Putzbau, kleine Fachwerkscheune, 18. oder 19. Jahrhundert | weitere Bilder Fotos hochladen |
| Gasthaus                                              | Morbach, Unterer Markt 1 Lage                                       | um 1905/10                          | repräsentativer zweieinhalbgeschossiger Putzbau, teilweise Fachwerk, um 1905/10 | Fotos hochladen                |
| Pfarrhaus                                             | Bischofsdhron, Paulinusstraße 19 Lage                               | 1760                                | Mansarddachbau, 1760 | Fotos hochladen                |
| Katholische Pfarrkirche St. Paulinus                  | Bischofsdhron, Paulinusstraße 21 Lage                               | 1766–69                             | dreiachsiger Saalbau, 1766–69, Architekten Johannes Seiz und Andreas Seiz | Fotos hochladen                |
| Wegekreuz                                             | Bischofsdhron, Paulinusstraße, bei Nr. 21 Lage                      | 1840                                | Sockelkreuz, bezeichnet 1840 | Fotos hochladen                |
| Friedhofskreuz                                        | Bischofsdhron, Zur Baldenau, auf dem Friedhof Lage                  | 1878                                | neugotisches Friedhofskreuz, bezeichnet 1878 | Fotos hochladen                |
| Wegekreuz                                             | Bischofsdhron, westlich des Ortes an der K 123 Lage                 | spätes 18. Jahrhundert              | Balkenkreuz, Rotsandstein, wohl noch aus dem 18. Jahrhundert | Fotos hochladen                |
| Katholische Pfarrkirche St. Antonius und St. Valerius | Gonzerath, Kirchstraße Lage                                         | 1881                                | neugotischer Schieferbruchsteinsaal, 1881 | Fotos hochladen                |
| Katholische Filialkirche St. Antonius Eremita         | Gutenthal, Zum Fallgarten 2 Lage                                    | ab dem 16. Jahrhundert              | Westturm aus dem 16. Jahrhundert, Südwand der Kirche des 18. Jahrhunderts einbezogen in den Neubau von 1956 | Fotos hochladen                |
| Kriegerdenkmal                                        | Gutenthal, Zum Fallgarten, bei Nr. 2 Lage                           | 1920er oder 1930er Jahre            | Kriegerdenkmal 1914/18 in der Tradition barocker Kreuzigungsbildstöcke | weitere Bilder Fotos hochladen |
| Katholische Pfarrkirche St. Kunibert                  | Haag, Pfarrgasse 1 Lage                                             | 1925/26                             | barockisierender Saalbau, 1925/26, Architekten Ludwig Becker und Anton Falkowski, Mainz | Fotos hochladen                |
| Friedhofskreuz                                        | Haag, Pfarrgasse, bei Nr. 1 auf dem Friedhof Lage                   | 1857                                | neugotisches Friedhofskreuz, bezeichnet 1857 | Fotos hochladen                |
| Schulhaus                                             | Heinzerath, Petrusstraße 11 Lage                                    | 1853                                | ehemalige Schule; klassizistischer Krüppelwalmdachbau, bezeichnet 1853 (oder 1833?) | Fotos hochladen                |
| Katholische Filialkirche St. Peter                    | Heinzerath, Petrusstraße 22 Lage                                    |                                     | romanischer Westturm, spätgotischer Chor, Schiff aus dem 16. Jahrhundert, Sakristei 1670, Turmvorhalle 1722; Gesamtanlage mit Kirchhof mit Bruchsteinmauer und zwei mehrhundertjährigen Linden | Fotos hochladen                |
| Schulhaus                                             | Heinzerath, Petrusstraße 39 Lage                                    | 1928                                | ehemalige Schule; Putzbau, teilweise verschiefert, Reformarchitektur, bezeichnet 1928 | Fotos hochladen                |
| Friedhofskreuz                                        | Hinzerath, Belginumstraße, auf dem Friedhof Lage                    | 1862                                | Friedhofskreuz, spätklassizistisch, bezeichnet 1862 | Fotos hochladen                |
| Quereinhaus                                           | Hinzerath, Belginumstraße 20 Lage                                   | um 1900                             | Quereinhaus, um 1900 | Fotos hochladen                |
| Alte katholische Kirche St. Johann Baptist            | Hinzerath, Hochscheider Gasse 1 Lage                                | 1669                                | kleiner Saalbau, 1669 | weitere Bilder Fotos hochladen |
| Bahnhof Hinzerath                                     | Hinzerath, Zum Dickesloch 1 Lage                                    | Anfang des 20. Jahrhunderts         | Typenbau, Bruchstein, Schiefer und Fachwerk, Anfang des 20. Jahrhunderts | weitere Bilder Fotos hochladen |
| Stumpfer Turm                                         | Hinzerath, nordwestlich des Ortes an der B 327 Lage                 | erstes Viertel des 14. Jahrhunderts | runder Wartturm, erstes Viertel des 14. Jahrhunderts | weitere Bilder Fotos hochladen |
| Bahnhof Hoxel                                         | Hoxel, Bahnhofsweg 3 Lage                                           | um 1910                             | Typenbau, kleiner Fachwerkanbau, Fachwerk-Güterschuppen, um 1910 | weitere Bilder Fotos hochladen |
| Katholische Kapelle Heilige Walburgis                 | Hoxel, Unterm Klopp 1 Lage                                          | 1770                                | zweiachsiger Saalbau, 1770 | weitere Bilder Fotos hochladen |
| Katholische Filialkirche St. Rochus                   | Hundheim, Balduinstraße 26 Lage                                     | 1892                                | neugotischer Saalbau, bezeichnet 1892 | weitere Bilder Fotos hochladen |
| Kriegerdenkmal                                        | Hundheim, Balduinstraße, bei Nr. 26 Lage                            | 1920er oder 1930er Jahre            | Kriegerdenkmal 1914/18, Soldat | Fotos hochladen                |
| Burg Baldenau                                         | Hundheim, östlich des Ortes am Ufer der Dhron Lage                  | nach 1324                           | kurz nach 1324, seit 1689 Ruine: runder Bergfried, Reste der Schildmauer und eines runden Treppenturms | weitere Bilder Fotos hochladen |
| Katholische Filialkirche St. Johann Baptist           | Hunolstein, Nr. 68 Lage                                             | 1907                                | bis 2009 Pfarrkirche; neugotischer Bruchsteinsaal, 1907 | weitere Bilder Fotos hochladen |
| Schloss Hunolstein                                    | Hunolstein, bei Nr. 104 Lage                                        | Ende des 12. Jahrhunderts           | Reste der Umfassungsmauern mit rundem Eckturm des gegen Ende des 12. Jahrhunderts gegründeten, 1522 zerstörten Schlosses der Vögte von Hunolstein | weitere Bilder Fotos hochladen |
| Wegekapelle                                           | Hunolstein, südlich des Ortes an der K 99 Lage                      | 18. Jahrhundert                     | Putzbau, 18. Jahrhundert | BW                             |
| Schülersmühle                                         | Hunolstein, westlich des Ortes an der Dhron Lage                    | 18. und 19. Jahrhundert             | mehrteilige heterogene Anlage, 18. und 19. Jahrhundert | BW                             |
| Bildstock                                             | Merscheid, An Himbrichweg, bei Nr. 2 Lage                           | 18. oder 19. Jahrhundert            | Kreuzigungsgruppe, 18. oder 19. Jahrhundert, im Unterbau Pietà-Relief, bezeichnet 1755 | Fotos hochladen                |
| Quereinhaus                                           | Merscheid, St.-Georg-Weg 1 Lage                                     | zweite Hälfte des 19. Jahrhunderts  | Quereinhaus, wohl aus dem fortgeschrittenen 19. Jahrhundert | Fotos hochladen                |
| Katholische Pfarrkirche St. Georg                     | Merscheid, St.-Georg-Weg 11 Lage                                    | 1826/27                             | klassizistischer Saalbau, 1826/27, im 20. Jahrhundert erweitert | weitere Bilder Fotos hochladen |
| Friedhofskreuz                                        | Merscheid, St.-Georg-Weg, bei Nr. 11 auf dem Friedhof Lage          | 1760                                | barocker Kreuzigungsbildstock, bezeichnet 1760 | Fotos hochladen                |
| Wegekapelle                                           | Merscheid, südwestlich des Ortes an der K 80 Lage                   | 1828                                | Putzbau, bezeichnet 1828; schlichtes Wegekreuz, bezeichnet 1907 | Fotos hochladen                |
| Katholische Pfarrkirche St. Laurentius                | Morscheid-Riedenburg, Laurentiusstraße 41 Lage                      | 1830                                | fünfachsiger Bruchsteinsaal, 1830, Chor 1841 | BW                             |
| Friedhofskapelle                                      | Morscheid-Riedenburg, Laurentiusstraße 67 Lage                      |                                     | spätgotischer Chor der ehemaligen Kirche St. Kuno | BW                             |
| Hoxeler Viadukt                                       | Morscheid-Riedenburg, südöstlich des Ortes Lage                     | 1900–03                             | achtbogige Talbrücke der Hunsrückquerbahn Simmern-Hermeskeil, 160 m Länge, 1900–0303 erbaut; eine der längsten Eisenbahnbrücken des Landes | weitere Bilder Fotos hochladen |
| Katholische Kapelle St. Blasius                       | Odert, Blasiusstraße 28 Lage                                        | 18. Jahrhundert                     | zweiachsiger Saalbau, 18. Jahrhundert | BW                             |
| Brücke                                                | Rapperath, Am Dhronbach, bei Nr. 17 Lage                            | 19. Jahrhundert                     | Straßenbrücke, zweibogig, 19. Jahrhundert | Fotos hochladen                |
| Anlage „Am großen Herrgott“                           | Rapperath, Am großen Herrgott Lage                                  | ab 1741                             | kleine Anlage mit zwei Wegekapellen und einem Kriegerdenkmal: - Wegekapelle; Putzbau mit Fachwerkgiebel, bezeichnet 1741, innen bäuerliches Kruzifix (sogenannter „Großer Herrgott“), 17. Jahrhundert; - Wegekapelle; Putzbau mit Zeltdach, wohl aus dem späten 19. Jahrhundert, bauzeitliche (?) Ausmalung - Kriegerdenkmal 1914/18 Gesamtanlage mit Baumgruppe und Dhron | Fotos hochladen                |
| Katholische Pfarrkirche St. Wendelin                  | Rapperath, Wendalinusgasse 1 Lage                                   | 1765                                | Saalbau, 1765 | Fotos hochladen                |
| Katholische Filialkirche Kreuzauffindung              | Wederath, Alte Poststraße 1 Lage                                    | 1766                                | ehemals Pfarrkirche; Saalbau, 1766, wohl nach 1945 verlängert | BW                             |
| Mühle                                                 | Wederath, Keltenstraße 50 Lage                                      | zweite Hälfte des 19. Jahrhunderts  | ehemalige Mühle; eineinhalbgeschossiger Putzbau, zweite Hälfte des 19. Jahrhunderts; mit Mühleneinrichtung | BW                             |
| Museum                                                | Weiperath, Nr. 78/79 Lage                                           | erste Hälfte des 19. Jahrhunderts   | ehemalige Schule; eingeschossiger klassizistischer Putzbau, wohl aus der ersten Hälfte des 19. Jahrhunderts, Anfang des 20. Jahrhunderts erweitert | Fotos hochladen                |
| Wohnhaus                                              | Weiperath, Nr. 88 Lage                                              | spätes 17. Jahrhundert              | Fachwerkhaus, teilweise massiv, eventuell noch aus dem 17. Jahrhundert | Fotos hochladen                |
| Lexen-Kreuz                                           | Weiperath, nördlich des Ortes am alten Weg nach Merscheid Lage      | 1711                                | barockes Schaftkreuz, bezeichnet 1711 | Fotos hochladen                |
| Wegekapelle                                           | Weiperath, südlich des Ortes Lage                                   | 1866/67                             | Putzbau, 1866/67; innen Teil eines barocken Sandsteinreliefs | Fotos hochladen                |
| Walholzkirche                                         | Weiperath, südlich des Ortes an der K 99 Lage                       | 1760                                | Saalbau, 1760, mittelalterlicher Ostturm; Gesamtanlage mit Kirchhof mit Umfassungsmauer und Baumbestand sowie neugotischem Kirchhofskreuz | weitere Bilder Fotos hochladen |
| Katholische Filialkirche St. Dionysius                | Wenigerath, Dionysiusweg 2 Lage                                     | 1747                                | Putzbau, bezeichnet 1747 | weitere Bilder Fotos hochladen |
| Heiligenhäuschen                                      | Wenigerath, Zum Kaisergarten, Ecke Jonengarten Lage                 | 18. Jahrhundert                     | Putzbau, barockes Holzrelief, 18. Jahrhundert | Fotos hochladen                |
| Wasserhochbehälter                                    | Wenigerath, Zum Kaisergarten, Ecke Jonengarten Lage                 | 1911                                | historisierende Burgenarchitektur, bezeichnet 1911 | Fotos hochladen                |
| Wenigerather Mühle                                    | Wenigerath, südöstlich des Ortes an einem Seitenbach der Dhron Lage | 19. Jahrhundert                     | ehemalige Mühle; Fachwerkhaus, teilweise massiv oder verschiefert, 19. Jahrhundert | Fotos hochladen                |
| Katholische Kapelle St. Valentin                      | Wolzburg, Von-Gesner-Straße 25 Lage                                 | 1770                                | zweiachsiger Saalbau, 1770 | BW                             |